# Inmates
«Reclusos» —título original en inglés: «Inmates»— es el décimo episodio de la cuarta temporada del horror posapocalíptica serie de televisión The Walking Dead, La cadena AMC lo emitió en los Estados Unidos el 16 de febrero de 2014, la cadena Fox hará lo propio en España e Hispanoamérica los días 17 del mismo mes, respectivamente.
Este episodio fue escrito por Matthew Negrete y Channing Powell y dirigida por Tricia Brock. La Historia abarca en los otros supervivientes del último asalto a la prisión se ocupan de las pérdidas recientes y deciden si intentan reunirse o no.
Este episodio marca el regreso de Carol Peletier (Melissa McBride), que ha estado ausente desde el cuarto episodio de  la cuarta temporada. Scott Wilson  (Hershel Greene) y David Morrissey (El Gobernador) ya no aparecen en los créditos de apertura. Este episodio también marca las primeras apariciones de Michael Cudlitz, Josh McDermitt y Christian Serratos como Sgto. Abraham Ford, Dr. Eugene Porter y Rosita Espinosa, respectivamente.
Tras la emisión, el episodio fue visto por 13.34 millones de televidentes y recibió una calificación de 18-49 de 6.8.

## Argumento
Beth (Emily Kinney) narra una entrada en su diario el contexto de su vida antes de que el grupo llega a la prisión. En el presente, ella y Daryl (Norman Reedus) están alrededor de una fogata. Beth insiste en que no deben ser los únicos sobrevivientes del ataque de la prisión. Acto seguido en el que Daryl no responde, Beth le grita diciendo que desde que es un rastreador, y que debería de rastrear los demás. Ella luego se va por sí sola en el bosque, Daryl va en búsqueda de ella por los alrededores. Daryl y Beth vienen a través de un sitio ensangrentado cerca de las vías del tren donde ambos son atacados por un caminante. Beth encuentra el zapato de Luke al lado de una pila de restos humanos recientes, y rompe a llorar.
Lizzie (Brighton Sharbino) y Mika (Kyla Kenedy) están caminando en los alrededores del bosque, detrás de Tyreese (Chad L. Coleman). Cuando se detienen para hacer una pregunta, Tyreese da la vuelta, y este reveló tener viva a la bebé Judith, la hija de Lori. Al caer la noche, se encuentran con un claro relajados en plena oscuridad, Tyreese intenta calmar a una Judith quien llora incesantemente, mientras que Lizzie se sienta en un tronco cercano, el hogar de dos conejos. Ella tranquilamente desenfunda el cuchillo y mata a los dos conejos para poder alimentarse, y le dice a Tyreese que le dé de comer a la bebé para calmarla. Se ven obligados a huir después de que los caminantes oyen los llantos de la pequeña bebe.
A la mañana siguiente, el grupo encuentra una vid de uva (en las cuales Daryl y Beth más temprano vienen a través) y comienzan a recolectar las uvas para poder alimentarse. Mika se sobresalta por un ruido entre los arbustos, y sale corriendo. Durante este proceso Tyreese estaba cambiándole el pañal a Judith. Mika huye despavorida acto seguido en el que Tyresse y Lizzie corren a buscarla, y logran dar con el paradero de Mika varios minutos después quien estaba escondida detrás de un árbol. A medida que el grupo recuerda a sí mismos, escuchan gritos a la distancia. Tyreese pone a las niñas de espalda a espalda, y les dice que tiene que ir a investigar, y que cuiden sin cesar a Judith.
Tyreese viene hacia el lugar en donde dos personas necesitaban socorrerlas y se arremete a un caminante lugar situado por el conjunto de vías de ferrocarril. Dos hombres, Chris (Cameron Deane Stewart), y otro hombre (Michael Harding), están luchando contra un grupo de caminantes. Tyreese ayuda a ahuyentarlos, pero es incapaz de prevenir la muerte de ambos. Sin embargo Lizzie y Mika quien sostenía a Judith y no cesaba de llorar, debido al ruido del llanto de la bebe los caminantes encuentran a las niñas y Mika. Varios caminantes se están acercando a ellas y como Mika le ruega a su hermana, Lizzie se pierde al tratar de calmar a Judith, colocando su mano sobre la boca del bebé. Como Tyreese comienza a regresar por las niñas, las tres reaparecen junto con Carol (Melissa McBride) quien las salva de una muerte segura, y salen del bosque. Antes de morir, el hombre de más edad que fue mordido por un caminante (que más tarde ataca a Daryl y Beth como un caminante) le dice a Tyreese sobre un santuario de las pistas.
Tyreese, Carol y las chicas continúan el consejo del hombre y alcanzan un punto de referencia, en el que está colgado un mapa con una marca del supuesto santuario con el nombre 'Terminus', bajo un letrero con un lema: "Santuario para todos. Comunidad para todos. Aquellos que llegan, sobreviven".
Maggie (Lauren Cohan), Bob (Lawrence Gilliard Jr) y Sasha (Sonequa Martin-Green) se encuentran en el bosque por una cantera. Maggie afila su cuchillo en una roca, mientras que Sasha le venda el brazo de Bob. Sasha le dice a Maggie que deberían acampar aquí esta noche, Maggie esta de acuerdo con Bob y Sasha y les dijo que iba a buscar a Glenn (Steven Yeun). Sasha afirma que no pueden separarse ahora, mientras Maggie exclama diciendo que va a encontrar a Glenn, Bob y Sasha deciden ir tras ella. Después de caminar, se encuentran con el autobús de la prisión y Maggie les dice que ella tiene que comprobar para ver si en el interior se encuentra Glenn. Después de esto Bob les dice para hacerlo juntos, y Sasha acepta pese a ser regañada. Sasha abre la puerta de emergencia y suelta a un caminante que estaba dentro del bus y varios caen cada momento uno a la vez. Con el tiempo, los caminantes son muchos y Sasha y Bob no pueden sostener la puerta por más tiempo. A medida que el ataque de los caminantes los abruman, Bob y Sasha se defienden, con Maggie quien se encuentra aturdida. Sin embargo, Maggie se enfurece y comienza a matar a los caminantes, aplastando la cabeza de un caminante de género femenino en el autobús antes de apuñalarla en el cráneo. Maggie luego va hacia el autobús para ver si Glenn está allí y, después de que ella mata a un caminante que se atasca, se sienta y comienza a llorar.
Después de despertar en una pasarela de prisión que fue destruida por el tanque, Glenn se levanta y, desorientado, llama a Maggie. Recoge algunas provisiones y ropa, incluyendo una botella de brandy de Bob. Después de eso, se abre paso a través de los caminantes al escapar en un equipo antimotines. Después de escapar de los caminantes, este ve a Tara (Alanna Masterson), quien se encerró en las vallas. Glenn rápidamente coge su arma, el control de la munición. Él le dice a Tara que deben de escapar de los caminantes, acto seguido en el que Tara le niega, ella explica que ella se unió al ataque de la prisión y se sentía mal porque no sabía de las intenciones de Philip. Glenn insiste en que necesita su ayuda. Glenn agarra la botella de brandy de Bob y lo utiliza como un Molotov y luego lo tira hacia el coche. A medida de esto los caminantes se distraen con el fuego, Glenn y Tara escapar de la prisión y llegan a la carretera cerca del autobús de la prisión. Tara revela la muerte de Hershel a Glenn y le dice que el Gobernador le dijo que eran malas personas. Glenn le dice que tiene que encontrar a Maggie. Después de un pequeño aparece un pequeño grupo de caminantes. Glenn se derrumba durante la lucha, Tara logra acabar con el resto de los caminantes salvándole la vida a Glenn quien se quedó inconsciente y débil quien se estaba recuperando del virus del cual casi lo mata.
Tara mira hacia arriba para ver a un camión militar. Tara le grita a la camioneta y tres personas salen de la camioneta; Abraham (Michael Cudlitz), Eugene (Josh McDermitt) y Rosita (Christian Serratos). Abraham le dice a Tara, "Tienes una boca muy sucia, ¿los sabías?, ¿a ver qué más tienes?".

## Producción
"Inmates" fue coescrito por los coproductores Matthew Negrete y Channing Powell y dirigido por Tricia Brock.
Este episodio marca las primeras apariciones de Sgto. Abraham Ford (Michael Cudlitz), Dr. Eugene Porter (Josh McDermitt), y Rosita Espinosa (Christian Serratos), personajes notables de la serie de cómics. Sobre el personaje de Abraham, Cudlitz dijo:

Cuando conocemos a Abraham, una de las cosas que más nos damos cuenta de él es que él está muy orientado hacia la misión en este momento. No vas a aprender mucho acerca de cómo se siente emocionalmente sobre las cosas necesariamente. Él es muy reactivo. Mantiene su ojo en el objetivo. Él no le gusta fingir. Él te matará.

Sobre la diferencia entre Abraham en la serie de cómics para la serie de televisión y qué esperar de Eugene y Rosita, Cudlitz dijo:

Suceden muchas cosas en el cómic que afectan cómo él opera y cómo se mueve a través de este mundo y las decisiones que toma. Mucho de eso se extrae directamente de los comics, así como también todo el tiempo que dejó el comic y dónde nos encontramos ahora. Hay algunos elementos que han introducido que harán que la historia de fondo de Abraham sea mucho más trágica. Los tres de esos personajes van a parecer extremadamente familiares para aquellos que conocen los cómics. Son casi exactos hasta el punto en que los encontramos. A dónde van desde aquí, todos aprenderemos eso juntos.

La escena final de este episodio fue filmada y producida intencionalmente para parecerse a la portada de "Volumen 9", "Edición #53" de la serie de cómics.
Este episodio también presenta el regreso de Carol Peletier (Melissa McBride) después de estar ausente durante cinco episodios consecutivos. Fue vista por última vez en "Indifference" when Rick Grimes (Andrew Lincoln) la exilió de la prisión. Andrew Lincoln (Rick Grimes), Chandler Riggs (Carl Grimes) y Danai Gurira (Michonne) no aparecen en este episodio, pero son acreditados.

## Recepción
El episodio en general recibió críticas mixtas de los críticos. Roth Cornet de IGN le dio al episodio un 8.3 sobre 10, diciendo: "En general, el ritmo se sintió mejor de esta semana, aunque yo disfruté la calidad más centrada de "After", y había algunos momentos decididamente jugosos y llenos de tensión. Un par de factores impidieron a "Inmates" realmente llegar al nivel de, digamos, "Internment". Hubo un momento en que la serie podría haber hecho un movimiento audaz, pero optó por no hacerlo, lo cual desinfló el impulso un poco. El episodio trasladó la trama hacia adelante con imágenes de cada uno de los sobrevivientes de la prisión, la introducción y/o re-introducción de algunos personajes clave, y un camino a una nueva ubicación un tanto misteriosa. En última instancia, "Inmates" funcionó principalmente como un arreglo para el resto de la temporada".
Patrick Kevin Day de The Los Angeles Times comentó positivamente la simplicidad del episodio, diciendo "Este episodio no estaba lleno de giros de peso en la trama (bueno, tal vez un par) y que no hizo una inmersión profunda en la psiquis de los personajes principales. Por el contrario, se trata más de un episodio de limpieza, haciendo el balance necesario del gran elenco tras el caos de la destrucción de la cárcel".
Marciela González, de la revista Entertainment Weekly también criticó positivamente a los personajes de la serie, diciendo que "yo sólo puedo hablar por mí misma, pero me importa, probablemente me importa demasiado. Las pruebas y tribulaciones de estos personajes siguen cautivando. Mientras es agradable y bueno que Rick, Carl y Michonne estén relativamente bien, yo todavía quiero saber cómo están los otros sobrevivientes".
Zach Handlen de The A.V. Club le dio al episodio una B-, al comentar el enfoque inconsistente del episodio en los diferentes personajes, diciendo "El enfoque de la secuencia de pasar unas cuantas escenas con varios grupos diferentes de personajes resulta que algunas historias duran más de lo que necesitan, mientras que otros apenas aparecen. Cuando el episodio de la semana pasada jugó como una unidad coherente de principio a fin, una hora en la que, te guste o no, cada pieza fue diseñada para establecer la lucha de supervivencia y para responder a la pregunta de por qué era tan necesario para sobrevivir en primer lugar, "Inmates" sigue estos temas (casi todo el mundo está tratando de decidir si deben o no ir a buscar a otros sobrevivientes, casi todo el mundo se encadena con el dolor, el miedo y la preocupación), pero nunca se convierte en más que una colección de momentos modestamente interesantes. Eso es siempre el desafío de la serialización en la televisión: tratando de hacer sobremesas en algo así como una comida completa".
Erik Kain de Forbes dio al episodio una opinión negativa con respecto a la presentación en serie de los personajes, argumentando: " En total, un episodio de The Walking Dead decente, pero irritante, cayéndose una vez más en los problemas más antiguos de la serie. Sé que esto es una serie de televisión sobre zombies, pero realmente me gustaría ver la vida, la respiración, que los personajes humanos empiecen a actuar como la gente real en algún momento. Todavía estoy disfrutando de The Walking Dead, pero como un drama de carácter es quedarse corto. Mis altas esperanzas para la temporada 4 han desaparecido, mediocridad entretenida define un episodio como éste".

### Audiencia
Tras la emisión, el episodio fue visto por 13.34 millones de televidentes estadounidenses, recibiendo una calificación de 18-49 de 6.8. Esto presentó una disminución en las calificaciones del anterior episodio, pero aun así presentó calificaciones sólidas. El espectáculo se colocó primero en general en la televisión por cable. 
El espectáculo también superó los Juegos Olímpicos de Sochi 2014 en 18-49 calificaciones para la noche por segunda semana consecutiva.